# Michael Vesterskov
Michael Vesterskov (Aalborg, 26 maggio 1959) è un ex calciatore danese, di ruolo attaccante.

## Carriera
Vesterskov vestì le maglie di B52, Nørresundby e Aalborg, prima di passare ai norvegesi del Fredrikstad. Rimase due anni in forza a questa squadra, per poi ritirarsi a causa di un serio infortunio all'inguine.

## Palmarès

### Club

#### Competizioni nazionali
- 1. Division: 1

Aalborg: 1978